# Cisidentité
Ne doit pas être confondu avec Cis (genre).
La cisidentité ou cissexualité est le fait pour une personne d'être du genre assigné à sa naissance,. La personne est alors cisgenre ou cissexuelle (abrégé en cis). Le mot est construit par opposition à celui de transgenre.

## Définitions
Les sociologues Kristen Schilt et Laurel Westbrook définissent l'adjectif cisgenre (en anglais cisgender) comme un terme pour « les individus dont le genre de naissance, le corps et l'identité personnelle coïncident », complétant ainsi le terme transgenre.
Dans le détail, d'après l'écrivaine et militante Julia Serano, cissexuel est un adjectif utilisé dans le contexte des questions de genre pour décrire « les personnes qui ne sont pas transgenres et qui ont toujours connu leurs sexes physique et mental alignés », alors que cisgenre est un terme désignant ceux qui ne se considèrent pas transgenres (une catégorie culturelle plus large que le terme transsexuel, qui était plus médical).
Il existe un certain nombre de dérivés de ces termes, notamment homme cis pour une personne de sexe masculin se considérant comme tel, femme cis pour une personne de sexe féminin se considérant comme telle.

## Étymologie
Le mot cisgenre tire son origine du préfixe cis- dérivé du latin, qui signifie « du même côté » et est l'antonyme du préfixe trans- aussi dérivé du latin.
On retrouve par exemple ce sens dans l'expression Gaule cisalpine, par opposition à Gaule transalpine, ou dans la distinction cis-trans en chimie. Le sociologue Alexandre Baril explique que dans « les dictionnaires de langue française, en sciences pures, l’adjectif cis est employé comme antonyme de trans, le premier référant à un élément qui est du même côté, le second, qui, dans ses origines latines, signifie « par-delà », référant à un élément appartenant aux deux côtés. Plus généralement, le préfixe trans, par opposition au préfixe cis, indique une transformation. Le préfixe cis est accolé aux termes de sexe et de genre pour désigner les personnes qui ne font pas de transition de sexe ». Dans le cas des genres, le préfixe cis- dénote pour quelqu'un l'alignement de son identité de genre avec son sexe assigné à la naissance.

## Cissexisme et cisnormativité

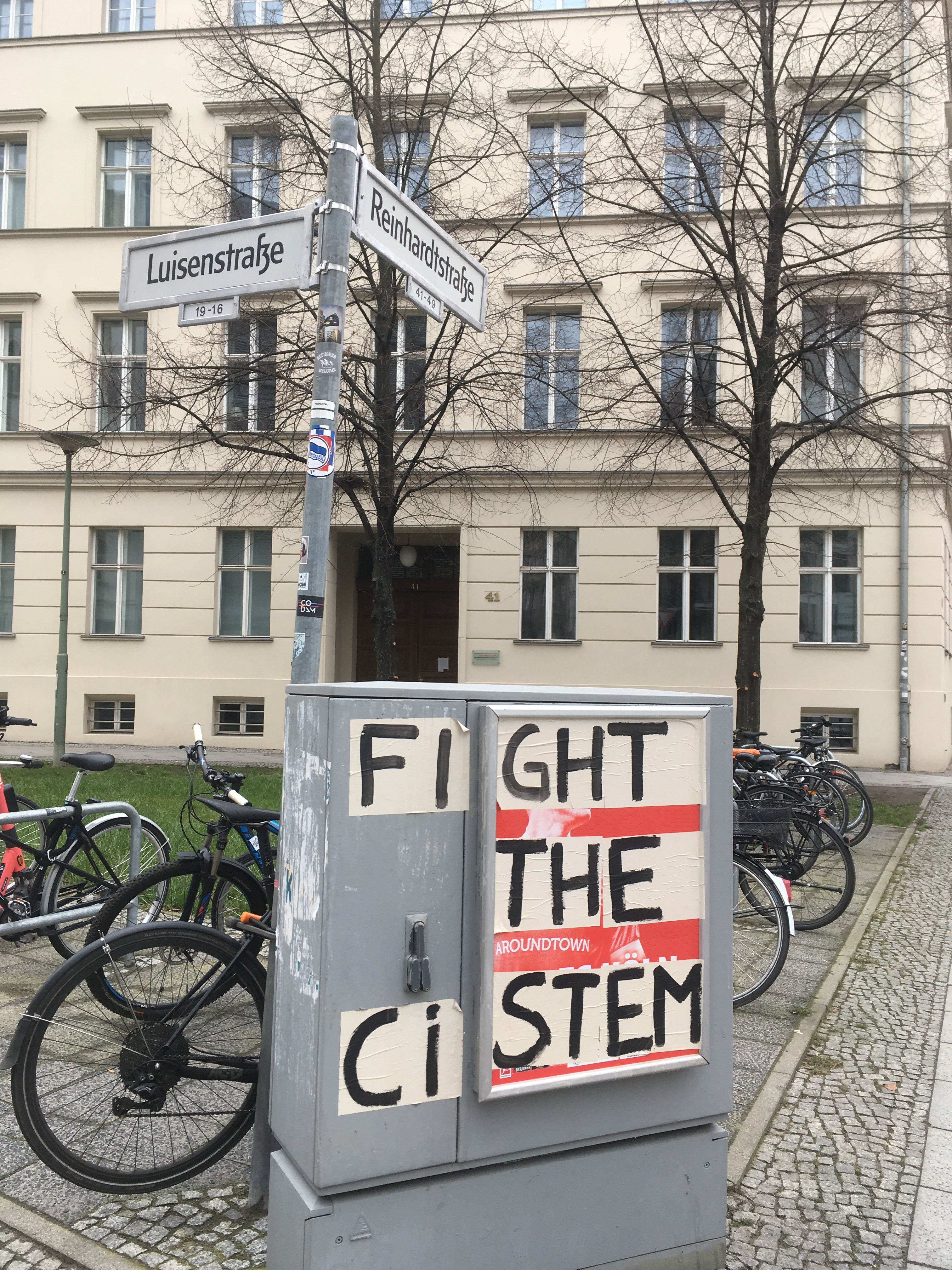
Fight the cistem (Combat le cistème). Collage de protestation contre le système cisnormatif à Berlin en 2021.

### Cissexisme
Pour Julia Serano, les personnes cis profitent du « privilège cissexuel » et participent au cissexisme, qui peut être un synonyme de transphobie et qui désigne le fait de considérer que tous les hommes et toutes les femmes sont nés biologiquement hommes et femmes respectivement, ou de considérer que les personnes trans sont inférieures aux personnes cis.

### Cisnormativité
De plus, certains chercheurs ont commencé à utiliser le terme cisnormativité, analogue au terme hétéronormativité des études de genre,,,, ou encore les termes cisgenrisme ou cisgenrocentrisme. Le sociologue et militant des droits des personnes trans Alexandre Baril écrit : « le cisgenrisme est un système d’oppression qui touche les personnes trans, parfois nommé transphobie. Il se manifeste sur le plan juridique, politique, économique, social, médical et normatif. Dans ce dernier cas, il s’agit de cisgenrenormativité. Je préfère la notion de cisgenrisme à celle de transphobie, car elle s’éloigne des origines pathologiques et individuelles de la « phobie » ».

## Origine

### Usage sur Internet
L'Oxford English Dictionary, qui a intégré le mot à son corpus en 2015, lui donne officiellement pour origine un message posté en 1994 par Dana Leland Defosse sur le groupe Usenet alt.transgendered. Selon un récit alternatif, le terme a peut-être été réinventé indépendamment un an plus tard : Donna Lynn Matthews, sur le groupe Usenet alt.support.crossdressing, en attribue l'invention à Carl Buijs en 1995, version que l'intéressé soutient.

### Usage dans la recherche
Le sexologue allemand Volkmar Sigusch est peut-être le premier à avoir utilisé le terme cissexuel (zissexuell en allemand) dans une revue scientifique : dans un essai de 1998, The Neosexual Revolution, il cite son article de 1991 Die Transsexuellen und unser nosomorpher Blick comme origine du terme. Il a aussi utilisé le terme dans le titre d'un article en 1995 : Transsexueller Wunsch und zissexuelle Abwehr (Désir transsexuel et défense cissexuelle). Les termes « cisgenre » et « cissexuel » (en anglais cisgender et cissexual) sont utilisés dans un article de 2006 du Journal of Lesbian Studies, puis dans un ouvrage de Julia Serano, popularisant le terme au sein des milieux universitaires et militants anglophones,,.

### Usage par le grand public
En février 2014, Facebook offre la possibilité à ses utilisateurs et utilisatrices de choisir parmi 52 options d'identité de genre, dont cis et cisgenre. Le terme cisgender est ajouté au Oxford English Dictionary en 2015, contribuant à populariser son usage.